# Fruxano
Fruxano is een koolzuurhoudende frisdrank uit de jaren '60. Naast sinas was er destijds ook gazeuse, dat wil zeggen frisdrank met een smaakje maar niet gebaseerd op een vruchtenextract. De ambulante melkhandel was het belangrijkste distributiekanaal. In 1963 is het merk voor het eerst op de markt gebracht door een samenwerking tussen Menken Melk Wassenaar en De Hanze melkinrichting in Den Haag. Voor de productie en distributie is in dat jaar een aparte frisdranken fabriek opgericht onder de naam Liko. In eerste instantie werd Fruxano limonade exclusief door de melkhandelaren van De Hanze en Menken verkocht. Nadat Menken in 1965 De Hanze over nam is de distributie uitgebreid naar de totale Nederlandse melkhandel. 
De productie vond plaats bij Menken in Wassenaar. Door de grote groei van de verkoop was uitbreiding van de capaciteit noodzakelijk. Op 16 mei 1965 werd een nieuwe productieruimte in gebruik genomen aan de huidige Menkenlaan in Wassenaar. Deze productieruimte bleek echter al na een paar jaar weer te klein. Dit was mede veroorzaakt door het grote succes van een 2e merk frisdrank Jaffadrink. Jaffadrink sinaasappelsap werd verpakt in 0,25 liter TetraPak driehoekjes. Nadat bleek dat de Gemeente Wassenaar geen verdere uitbreiding van het bedrijf mogelijk maakte is besloten om grond te kopen in Bodegraven. In 1970 is Liko frisdranken BV verhuisd naar een nieuwe fabriek in Bodegraven.
Na de verhuizing naar Bodegraven ging de groei spectaculair door. Vooral door de focus op nieuwe eenmalige verpakkingen voor frisdranken en het afvullen van private labels voor alle grote supermarkt ketens heeft het bedrijf zich verder kunnen ontwikkelen. Deze ontwikkeling is wel ten koste gegaan van het merk Fruxano. Fruxano werd in glazen retour statiegeld flessen vooral verkocht door de melkhandel. De ambulante melkhandel is echter door de opkomst van het supermarktkanaal voor een heel groot deel verdwenen. Het winkelkanaal koos voor frisdranken in eenmalige verpakkingen. Liko heeft voor een groot deel aan deze vraag voldaan maar niet onder het merk Fruxano.
In 1991 heeft Liko het merk Fruxano uit productie genomen maar is wel eigenaar gebleven van het merk. Het huidige Refresco is voortgekomen uit Liko Bodegraven (Menken Drinks) en bezit nu de merkrechten van Fruxano. Het frisdranken bedrijf Krings uit Duitsland is onderdeel geworden van Refresco en Krings heeft in 2017 het merk Fruxano weer teruggebracht op de markt.